# ОШ „Иво Лола Рибар” Бегаљица
ОШ „Иво Лола Рибар” Бегаљица, насељу на територији градске општине Гроцка почела је са радом 1868. године.
Школа од 1958. године носи данашње име.